# Alan Stout
Alan Burrage Stout (Baltimore, 26 november 1932 - 1 februari 2018) was een Amerikaans componist en muziekpedagoog.
Zijn beginstudies vonden plaats aan de Johns Hopkins Universiteit en in 1954 ook aan het Peabody Conservatorium. Vervolgens vertrok hij naar Denemarken om te studeren aan de Universiteit van Kopenhagen (leergang 1954-1955), maar studeerde uiteindelijk af aan de Universiteit van Washington in 1959. Docenten waren Henry Cowell, Wallingford Riegger, John Verrall en in Denemarken Vagn Holmboe. Zijn eerste baantjes waren bibliothecaris in Seattle en later terug in Baltimore. In 1962 ging hij zelf muziek onderwijzen aan de Northwestern-universiteit (1962); vakgebieden waren muziektheorie en compositieleer. In 1971 nam hij een sabbatical. Leerlingen van hem waren: Joseph Schwantner, Augusta Read Thomas, Jared Spears, Marilyn Shrude, Maggi Payne, David Evan Thomas, Michael Twomey, Justinian Tamusuza, Frank Ferko, Michael Henry, Curtis O. B. Curtis-Smith Kirk Noreen en Reginald Bain. Hij is, net zoals Arne Oldberg was, inwoner van Evanston (Illinois). Het is daarom niet zo vreemd dat een aantal van zijn werken hun eerste uitvoering kreeg door het Chicago Symphony Orchestra. Ook het Philadelphia Orchestra en het Baltimore Symphony Orchestra speelden zijn werken. In Europa sloeg zijn werk kennelijk niet aan.  
In 1971 had hij al meer dan 100 werken op zijn naam staan, maar anno 2010 had geen van zijn werken de compact disc gehaald. Naast het schrijven van muziek was hij betrokken bij het Schoenberg Instituut; De Internationale Gong Vereniging en de Internationale Percy Grainger Vereniging. Hij voltooide werken van Charles Ives, Anton Webern en diezelfde Percy Grainger.

## Oeuvre (selectief)
- 2 Songs of Ariel, voor sopraan, viool, harp, celesta
- 3 Whiteman Songs, voor bariton en piano
- Adagio and Toccata, voor orgel, op 13
- Adoramus Te, motet op. 68 nr. 2, voor sopraan, alt, tenor, bas, strijkers, orgel en slagwerk
- Advent Cantata, op. 54
- Al Suon, voor harp
- An Allegroy: Pride, voor piano, sopraan en slagwerk, op 73, nr. 3
- Aria, voor bariton en piano, op. 3
- Aria for Tranquillity, voor kamerorkest, op. 19b
- Aus tiefer Not (naar Johann Sebastian Bach), voor trombone en orgel
- Ave Maria, op. 26c
- Belle sans Paire (Crequillon)
- Canon in four voices, op. 44B
- Canticum Canticorum
- Christmas Antiphon, voor orgel, op. 37
- Christus Factus Est, voor sopraan, alt, tenor, bas en instrumentaal ensemble, op. 68 nr. 5
- Commentary on J'ung Jen, voor tenor en hobo, op. 14
- Communio, voor orgel, op. 30a
- Communio, voor piano, op. 30b
- Construction, voor viool solo, op. 17
- Construction, voor solo-instrument, op. 2
- Cradle Song, voor hoge stem en piano, op. 26b - tekst: Padraic Colum (1881-1972)
- Creator Spiriti
- Crux Fideles, voor orkest, op. 68 nr. 11
- Custodi me and Ecce Lignum Crucis, motetten voor 4 solisten en instrumentaal ensemble, op. 68 nr. 3 en 4
- Diagolo per la Pascua, voor gemengd koor, strijkers en harp
- Dismissal
- Domine, ne longe, motet voor solisten, gemengd koor en altviool, op. 68
- Drie hymnes voor orkest (1. Lux perpetua; 2.Sonata di Chiesa; 3.Epiloog)
- Ecce, Agnus Dei, voor instrumentaal ensemble
- Eight movements for viool en kamerensemble
- Elegiac Suite, voor sopraan en instrumentaal ensemble
- Elegy, voor groot orkest
- Elegy, voor piano, op. 75 nr. 4
- Epilogue, voor orgel, op. 8a
- Epitaph (Canons), op. 75 nr. 3
- Exspecta Dominum, voor vier zangsolisten en instrumenten
- Fanfare for the Peninsula Music Festival, voor koperblazers en slagwerk
- Fantasy, voor piano, op. 62 nr. 2
- Fantasy, voor twee klavecimbels (of piano's) en slagwerk, op. 62 nr. 4
- Forspil Over "O Gud Vors Lands"
- Four Antiphonies, voor dwarsfluit (ook: piccolo), pauken, trombone, viool, harp, altviool en orgel
- Gloria, Laud, et Honor, motet voor instrumentaal ensemble en orgel
- Gradual, for Easter, voor instrumentaal ensemble
- Hymn, voor instrumentaal ensemble, op. 6a
- Improperium
- Invention, op. 41a
- In Principio Erat Verbum, motet zangstemmen, instrumentaal ensemble en orgel, op. 44
- Jesus Christus unser Heiland (naar Franz Tunder), voor trombone en orgel
- Kwintet, voor klarinet en strijkkwartet, op. 12
- Landscape
- Laudi
- Lesser Magnificat, voor sopraan, alt, tenor, bas en orgel
- Lidandets Blomma, voor sopraan en instrumentaal ensemble, op. 56
- Little Boy Lost, voor bariton en piano
- Mass nr. 2, voor zangsolisten, gemengd koor, fagot en orgel, op. 25
- Movements, voor klarinet en strijkkwartet
- Music for Good Friday, voor piano, op. 24
- Music, voor viool en piano
- Nunc Dimittis, voor gemengd koor en instrumenten
- Organ Prelude ("Blessed are the Dead"), voor orgel, op. 16
- Pater, si non Potest, motet voor zangstemmen, instrumentaal ensemble en harp, op. 68 nr. 17
- Per Lignum Servi Facti Sumus, voor sopraan, alt, tenor, bas en harp
- Piano Sonata nr. 2, op. 45 nr. 2
- Pieta, voor orgel, op. 7
- Poems from the Japanese, set 2, voor piano
- Prelude, Toccata and Postlude, voor hoorn en piano
- Proloog voor sopraan, koor en orkest;
- Pueri Hebraorum, motet voor zangstemmen, strijkers, harp en slagwerk
- Pulsar
- Quintet, voor piano en strijkkwartet, op. 46
- Salvator Mundi, motet, voor zangstemmen en instrumentaal ensemble, op. 68 nr. 1
- Solemn Prelude, voor trombone en orgel
- Sonata, voor orgel, op. 62 nr. 5
- Sonata, voor piano, op. 45 nr. 1
- Sonata, voor viool en piano, op. 48
- Strijkkwartet nr. 1
- Strijkkwartet nr. 2
- Strijkkwartet nr. 3, op. 18
- Strijkkwartet nr. 3, op. 21
- Strijkkwartet nr. 5, op. 43
- Strijkkwartet nr. 6, op. 51
- Strijkkwartet nr. 7, op. 57
- Strijkkwartet nr. 8, op. 60
- Strijkkwartet nr. 9, op. 62 nr. 1
- Strijkkwartet nr. 10
- Study voor piano
- Study nr. 2 voor piano
- Suite voor dwarsfluit en percussie
- Suite voor twee harpen
- Symfonie nr. 1, voor groot orkest, op. 52
- (Three) Canons, voor dwarsfluit en cello, op. 61a
- (Three) Pieces, duetten voor zangstemmen of instrumenten
- (Three) Intonations voor orgel, op. 15 nr. 2
- Toccata, voor piano, op. 76
- Toccata and lament for harpsichord
- Triptych, voor hoorn en orgel, op. 10
- (Two) Pieces, voor orgel, op. 6
- (Two) Hymns for ten and orchestra
- Two Finnish Songs, voor sopraan, pauken, strijkers, harp, slagwerk en piano, op. 53
- Two Motets: Redime me, op. 68 nr. 12; Dominus Virtutum, op. 68 nr. 13, voor sopraan, alt, tenor, bas, strijkers, orgel en slagwerk
- Velut Umbra, voor kamerorkest, op. 35a
- Wals voor Charlotte Bentzon
- Who is Sylvia, voor piano
- 1951–1966: Symfonie nr. 2 (première CSO Ravinia Park 4 augustus 1968; CSO o.l.v. Seiji Ozawa; opdracht van het CSO
- 1953: Variations, voor harp
- 1958-1972: 8 Japanese Poems, voor piano
- 1961: Partita voor piano, op. 27
- 1961: Variaties voor piano, op. 41
- 1961: For prepared piano, op. 23
- 1962: Ave Maria, op. 71a
- 1962: Movements for violin and orchestra (première CSO; 29 mei 1967; Esther Glazer viool; Henry Lewis dirigent)
- 1963-1967: Osanna Filio David, voor instrumentaal ensemble en orgel
- 1966: Ricercare en aria, voor orgel, op. 43
- 1966: Muziek voor hobo en piano
- 1967: Fem Sånger, een liederencyclus  voor Janice Harsanyi voor haar debuutconcert in New York; 5 mei 1967;
- 1967: Capriccio voor hobo, harp en percussie (percussiegezelschap van de Universiteit van Illinois) 16 april 1971);
- 1967: Serenity; opus 11 voor cello of fagot solo
- 1967: Muziek voor dwarsfluit en klavecimbel
- 1968: Great Day of the Lord (werk voor koor en orgel)
- 1968: Symfonie nr. 3; onvoltooid
- 1970: Nattstycken voor contra-alt, spreker en orkest (première 10 november 1970; een uitvoering onder leiding van Easley Blackwood)
- 1970: Die Engel
- 1971: Symfonie nr. 4; Opdracht en première CSO
- 1971: Intermezzo voor althobo en orkest
- 1972: George Lieder gedichten uit Das Neue Reich van Benjamin Luxon, (première CSO; Georg Solti; 14 december 1972)
- 1973: Suite, voor altsaxofoon en orgel
- 1974: Studies in Densities and durations (orgel)
- 1974: O Altitude
- 1975: Passion; (première CSO  o.l.v. Margaret Hills met onder andere Phyllis Bryn-Julson op 15 april 1976)
- 1975: Sonate voor cello en piano; opgenomen door George Sopkin en Armand Basile